# بوریسلاو جوروویچ
بوریسلاو جوروویچ (انگلیسی: Borislav Đurović؛ ۱۸ مارس ۱۹۵۲ – ۲۵ آوریل ۲۰۰۳) بازیکن فوتبال اهل مونته‌نگرو بود.
وی همچنین در تیم ملی فوتبال زیر ۲۰ سال یوگسلاوی بازی کرده‌بود.